# 官省符荘 (紀伊国)
官省符荘（かんしょうのふしょう/かんじょうぶのしょう）とは、紀伊国伊都郡に存在していた荘園。現在の和歌山県橋本市・かつらぎ町・九度山町にあった。
なお、「官省符荘」とは本来は太政官符・民部省符を得て不輸租を認められた荘園を指すもので、日本各地に存在した荘園の類型の1つであるが、本項の荘園はそれをそのまま荘園の名称として採用したものである。また、領主である高野山金剛峯寺の麓にあり、同寺と一体化した荘園であったことから、高野本荘（こうやほんしょう）・金剛峯寺荘（こんごうぶじしょう）とも呼ばれていた。

## 概要
平安時代末期の段階では荘内は河南・河北（上方）・下方の3地域によって構成されていた。そのうち、もっとも古いのは金剛峯寺の政所（慈尊院に設置された）が所在した河南である。河南は高野山の北麓地域で寺域の拡大とともに金剛峯寺領に組み入れられた。元は実質的な支配が先行していたが、1004年（寛弘元年）には寺田としての領有と臨時雑役免除の太政官符が出され、1023年（治安3年）には紀ノ川南岸・高野山北麓一帯の土地が藤原道長からの施入という形で金剛峯寺領に編入された。続いて、1048年（永承3年）には道長の子・頼通が政所とは紀ノ川を挟んで対岸の地、すなわち紀ノ川北岸地域を施入した。これが河北（上方）である。翌1049年（永承4年）に金剛峯寺は朝廷に対して紀伊国内に散在していた同寺の寺領を返上する代わりに河北（紀ノ川北岸地域）の周囲に寺領を集約してその一円支配を求め、更に既に金剛峯寺領として確立していた河南（南岸地域）の一円支配についても正式に認めるように申し入れた。朝廷は両方の土地を立券荘号することに加えて租税官物免除と国使不入を認めた。これが領域型荘園としての官省符荘の成立である。更に1063年（康平6年）には河北の西隣（すなわち、紀ノ川の下流にあたる地域）が封戸の便補を名目に官省符荘に加えられた。これが下方である。この結果、東西約10キロメートル・南北約8キロメートルの荘園が成立した。官省符荘とされた地域には坂上氏・長（なが）氏などの伝統的な在地土豪が存在したが、金剛峯寺は荘民と彼らの対立を利用して土豪を追放して12世紀初めまでに強力な直務支配を確立させた。荘官を配置せず、政所などの有力な寺僧が分割して荘内を支配し、年貢・公事・夫役は寺僧に納めた。鎌倉時代に入ると、殿原と称される新たな有力農民の台頭が見られるが、金剛峯寺側は彼らを政所の職務や荘内の警備などに活用することで支配の強化に役立てた。金剛峯寺の同荘支配の徹底は、他の地域では荘園制度が動揺しはじめた1337年（南朝：延元2年/北朝：建武4年）と1394年（応永元年）に検注を実施し、特に後者は3年がかりの「大検注」となった。これらの検注より、当時の官省符荘は田地300町以上・畠地80町以上の規模があったと推定されている。その後も戦国時代末期まで金剛峯寺による支配が継続していたが、1590年（天正18年）になって当時の豊臣政権が金剛峯寺の所領を一時没収した際に官省符荘などの金剛峯寺領は解体された。もっとも、間もなく豊臣政権から改めて寺領が与えられ、その中には旧官省符荘の地域が含まれており、江戸時代に入っても同地域を指す固有名詞として「官省符荘」が用いられている。